# لوكاس دونت
لوكاس دونت هو مخرج وسيناريست بلجيكي، أشتهر لإخراجه فيلم فتاة (2018) وقريب (2022).

## وصلات خارجية
- لوكاس دونت على موقع IMDb (الإنجليزية)
- لوكاس دونت على موقع مونزينجر (الألمانية)
- لوكاس دونت على موقع ألو سيني (الفرنسية)
- لوكاس دونت على موقع قاعدة بيانات الفيلم (الإنجليزية)
- لوكاس دونت على موقع كينوبويسك (الروسية)